# فهرست میراث جهانی در ایالات متحده آمریکا
میراث جهانی در ایالات متحده آمریکا تا ژانویه ۲۰۲۵ شامل ۲۶ اثر ثبت شده در این کشور است که توسط کمیته میراث جهانی ثبت شده است و افزون بر این، ۱۷ محل نیز در فهرست آزمایشی و نامزد ثبت شدن هستند.
سایت‌های میراث جهانی سازمان آموزشی، علمی و فرهنگی سازمان ملل متحد (یونسکو) مکان‌هایی هستند که دارای اهمیت فرهنگی یا طبیعی هستند، همان‌طور که در پیمان‌نامه میراث جهانی، که در سال ۱۹۷۲ تأسیس شده، شرح داده شده است.
میراث فرهنگی شامل بناهای تاریخی مانند آثار معماری، مجسمه‌ها، کتیبه‌ها، مجموعه‌های ساختمانی و محوطه‌های باستانی است. از سوی دیگر، میراث طبیعی به ویژگی‌های فیزیکی و زیستی، شکل‌های زمین‌شناسی و زیستگاه گونه‌های در خطر انقراض حیوانات و گیاهان اطلاق می‌شود. همچنین مکان‌هایی که از نظر علمی، حفاظتی یا زیبایی طبیعی اهمیت دارند، جزو میراث طبیعی به‌شمار می‌روند.
ایالات متحده آمریکا کنوانسیون را در ۷ دسامبر ۱۹۷۳ پذیرفت. در ایالات متحده ۲۶ سایت میراث جهانی وجود دارد، و ۱۷ سایت دیگر نیز در فهرست آزمایشی قرار دارند.
اولین سایت‌های اضافه‌شده به فهرست میراث جهانی در ایالات متحده، دو سایت پارک ملی میزا ورده و پارک ملی یلوستون بودند که هر دو سایت در دومین جلسه برگزار شده به تاریخ ۱۹۸۷ در واشینگتن دی سی توسط کمیته میراث جهانی اضافه شدند. جدیدترین سایت اضافه شده به فهرست، منطقه تاریخی موراوین بتلهم است که بخشی از سایت بین‌المللی سکونتگاه‌های موراویان شناخته می شود و با کشورهای دانمارک، آلمان و بریتانیا مشترک است. این ۲۶ سایت در ۲۲ ایالت و دو قلمرو واقع شده‌اند. آریزونا، کالیفرنیا، هاوایی، ایلینوی، مونتانا، نیومکزیکو، نیویورک و پنسیلوانیا هر کدام چندین سایت دارند (با سایت فرانک لوید رایت که در شش ایالت گسترده شده است). همچنین دو سایت مرزی مشترک با کانادا وجود دارد. از ۲۶ سایت، ۱۳ سایت فرهنگی، ۱۲ سایت طبیعی و یک سایت دیگر به نام پاپاهانوموکووآکئا، به دلیل ویژگی‌های فرهنگی و طبیعی به عنوان ترکیبی فهرست شده است. یک سایت در حال حاضر به عنوان در معرض خطر فهرست شده است: پارک ملی اورگلیدز در سال ۲۰۱۰ به دلیل تخریب اکوسیستم‌های آبی آن فهرست شده بود. این سایت همچنین بین سال‌های ۱۹۹۳ و ۲۰۰۷ به عنوان در معرض خطر فهرست شده بود. پارک ملی یلوستون بین سال‌های ۱۹۹۵ و ۲۰۰۳ به دلیل برنامه‌های معدن‌کاری در خطر فهرست شده بود؛ اما بعدا از فهرست در معرض خطر خارج شد. ایالات متحده پنج بار طی سالیان ۱۹۷۶–۱۹۸۳، ۱۹۸۷–۱۹۹۳، ۱۹۹۳–۱۹۹۹، ۱۹۹۹–۲۰۰۱ و ۲۰۰۵–۲۰۰۹ به عنوان عضو کمیته میراث جهانی خدمت کرده است.

## میراث جهانی
سایت‌ها با ده معیار فهرست می‌شوند. هر ورودی باید دست‌کم یکی از معیارها را داشته باشد.
| #  | نگاره                                                          | نام                                                | موقعیت                                                              | سال  | ش ثبتمعیارها               | شرح | م                   |
| ۱  | ویرانه‌های ساختمان‌های سنگی زیر صخره                             | پارک ملی میزا ورده                                 | کلرادو                                                              | ۱۹۷۸ | ۲۷(iii)                    | پارک ملی میزا ورده توسط مردمان باستانی پوئبلو بین قرن‌های ۶ تا ۱۲ میلادی اشغال شده بود. بیش از ۴٬۰۰۰ سایت باستان‌شناسی از جمله خانه های صخره ای کشف شده است. اندازه این سایت‌ها از اتاق‌های کوچک تا مجتمع‌های بزرگ با بیش از ۱۰۰ اتاق متغیر است. نمونه‌های برجسته شامل کلیف پالاس (در تصویر)، خانه بالکن و خانه برج مربع است. | [ ۷ ]               |
| ۲  | چشمه آب گرم بزرگ پدیداری                                       | پارک ملی یلواستون                                  | وایومینگ، مونتانا، آیداهو                                           | ۱۹۷۸ | ۲۸(vii)(viii)(ix)(x)       | پارک یلوستون که در سال ۱۸۷۲ به‌عنوان اولین پارک ملی جهان تعیین شد؛ تقریباً ۳٬۵۰۰ مایل مربع (۹٬۰۰۰ کیلومتر مربع) را پوشش می‌دهد. این پارک دارای ویژگی‌های متعدد زمین‌گرمایی از جمله بیش از ۳۰۰ آب‌فشان (بیش از نیمی از آب‌فشان های جهان)، چشمه آب گرم (چشمه منشوری بزرگ در تصویر)، گل‌فشان و فومارول است. این منطقه غنی از ذخایر فسیلی است و حدود ۱۵۰ گونه گیاهی شناسایی شده است. این پارک محل زندگی گروه‌های بزرگ بوفالو، خرس گریزلی و گرگ خاکستری است. پارک به عنوان یک سیستم مدل برای درک فرآیندهای موجود در اکوسیستم عمل می‌کند. این سایت بین سال‌های ۱۹۹۵ و ۲۰۰۳ به دلیل برنامه‌های معدن‌کاری در فهرست میراث جهانی در معرض خطر قرار داشت. | [ ۸ ]               |
| ۳  | یخچالی که وارد دریا می‌شود در یک دره کوهستانی                   | پارک‌های ملی مرز آمریکا و کانادا                    | آلاسکا                                                              | ۱۹۷۹ | ۷۲(vii)(viii)(ix)(x)       | چهار پارک ملی و مناطق حفاظت‌شده که در مرز بین ایالات متحده و کانادا قرار دارند؛ دارای بزرگ‌ترین میدان یخی غیرقطبی جهان و یخچال های طبیعی متعدد هستند. این منطقه که طی فعالیت‌های زمین‌ساختی و یخبندان مداوم شکل گرفته است؛ انواع مختلفی از زیستگاه‌ها را از کوه‌های بلند بالای ۱۶٬۰۰۰ فوت (۵٬۰۰۰ متر) تا اقیانوس، جنگل‌های ساحلی و دره‌های رودخانه‌ای شامل می‌شود. برخی از گونه‌های مهم جانوری منطقه شامل خرس گریزلی، گوزن شمالی، گوسفند دال و بز کوهی می شوند. رودخانه‌ها، محل تخم‌ریزی گونه های ماهی آزاد همچون قزل‌آلا هستند که پس از تخم‌ریزی به اقیانوس مهاجرت می‌کنند. ابتدا در سال ۱۹۷۹ یخچال جانز هاپکینز در پارک و منطقه حفاظت شده ملی خلیج گلیشر (در تصویر) به‌تنهایی در فهرست میراث جهانی قرار گرفت. پارک های کلوان (در کانادا) و رانگل-سن الیاس (در آلاسکا) در سال ۱۹۹۲ و پارک استانی تات‌شنشینی آلسک (در کانادا) در سال ۱۹۹۴ به این سایت اضافه شدند. | [ ۹ ] [ ۱۰ ] [ ۱۱ ] |
| ۴  | گرند کانیون در سپیده‌دم                                         | پارک ملی گرند کنیون                                | آریزونا                                                             | ۱۹۷۹ | ۷۵(vii)(viii)(ix)(x)       | گرند کانیون یک دره شگفت‌انگیز است که در طول شش میلیون سال گذشته رودخانه کلرادو با عبور و فرسایش آبی باعث تراشیده شدن فلات کلرادو شده و آن را تبدیل به دره ای زیبا کرده است. طول این دره ۲۷۷ مایل (۴۴۶ کیلومتر) و عرض آن تا ۱۸ مایل (۲۹ کیلومتر) می‌رسد. عمق آن به ۰٫۹۳ مایل (۱٫۵ کیلومتر) می‌رسد. رودخانه از میان لایه‌های زمین‌شناسی پرکامبرین تا سنوزوئیک به طول دو میلیارد سال عبور کرده و با بالا رفتن فلات فلات کلرادو باعث نمایان ماندن بخش‌های بریده شده پرکامبرین و پالئوزوئیک شده است؛ همچنین منطقه دارای مجموعه‌های فسیلی غنی است. به دلیل تنوع جغرافیایی، این منطقه محل زندگی گونه‌های متعدد حیوانات و گیاهان از جوامع کنار رودخانه‌ای بیابانی تا جنگل‌های بوریل است. | [ ۱۲ ]              |
| ۵  | درختان کاج در یک منطقه چمنی                                    | پارک ملی اورگلیدز                                  | فلوریدا                                                             | ۱۹۷۹ | ۷۶(viii)(ix)(x)            | اورگلیدز شامل تالاب های مسطح وسیع همراه با اکوسیستم‌های ساحلی و دریایی است. زیستگاه‌ها شامل هموک‌های چوبی استوایی، جنگل‌های حرا، صخره‌های کاج فلوریدا جنوبی (نمونه در تصویر)، باتلاق های آب شیرین و شور، و بسترهای علف دریایی است. این منطقه محل زندگی مانتی، شیر کوهی فلوریدا، کورکور حلزونی، تمساح آمریکایی و کروکودیل آمریکایی است. پارک اورگلیدز به دلیل آسیب‌های طوفانی مداوم و تخریب جریان و کیفیت آب ناشی از توسعه کشاورزی و شهری، از ۱۹۹۳ تا ۲۰۰۷ در فهرست میراث جهانی در معرض خطر قرار داشت و دوباره در سال ۲۰۱۰ به دلیل تخریب ملک که منجر به از بین رفتن زیستگاه دریایی و کاهش گونه‌های دریایی شده بود؛ در فهرست قرار گرفت. این سایت یک تالاب رامسر است. | [ ۱۳ ] [ ۱۴ ]       |
| ۶  | ساختمانی با آجرهای قرمز و برج ساعت                             | تالار استقلال                                      | پنسیلوانیا                                                          | ۱۹۷۹ | ۷۸(vi)                     | این ساختمان توسط اندرو همیلتون طراحی و در سال ۱۷۵۳ تکمیل شد تا مجمع استعماری استان پنسیلوانیا را در خود جای دهد. پس از آن چندین بار بازسازی شد. برج چوبی اصلی برای نگهداری و قرار دادن ناقوس آزادی در آن استفاده می‌شد. تالار محل کنگره قاره‌ای دوم بود که طی آن اعلامیه استقلال ایالات متحده آمریکا در سال ۱۷۷۶ امضا شد. پس از انقلاب آمریکا، این ساختمان محل برگزاری کنوانسیون قانون اساسی بود که در آن قانون اساسی ایالات متحده در سال ۱۷۸۷ بحث و امضا شد. هر دو سند الهام‌بخش قانون‌گذاران و منشورهای حکومتی در سراسر جهان بوده‌اند. | [ ۱۵ ]              |
| ۷  | جنگل ردوود در مه                                               | پارک‌های ملی و ایالتی ردوود                         | کالیفرنیا                                                           | ۱۹۸۰ | ۱۳۴(vii)(ix)               | این سایت شامل یک پارک ملی و سه پارک ایالتی است که در امتداد ساحل شمالی کالیفرنیا قرار دارند. آن ها محل بزرگ‌ترین جنگل‌های پیوسته درختان ردوود ساحلی هستند که بلندترین گونه‌های درختی روی زمین محسوب می شوند. این پارک همچنین مناطق بکر و دست‌ نخورده‌ ساحلی را شامل می‌شود که محل زندگی شیر دریایی، عقاب سر سفید و پلیکان قهوه‌ای کالیفرنیا است. | [ ۱۶ ]              |
| ۸  | بازدیدکنندگان با یک راهنما داخل غار                            | پارک ملی غار ماموت                                 | کنتاکی                                                              | ۱۹۸۱ | ۱۵۰(vii)(viii)(x)          | غار ماموت طولانی‌ترین سیستم غاری شناخته شده در جهان است، با ۴۲۶ مایل (۶۸۶ کیلومتر) راهروهای نقشه‌برداری شده. این سیستم غاری محل زندگی بیش از ۱۳۰ گونه غارنشین است. سیستم غاری و منطقه اطراف آن نمونه‌های متعددی از کارست، با فروچاله، رودخانه‌های زیرزمینی، غارسنگ، و اتاق‌های بزرگ را نشان می‌دهد. این سیستم همچنین دارای تنوع زیادی از کانی‌های سولفات است. | [ ۱۷ ] [ ۱۸ ]       |
| ۹  | ساحل و جنگل معتدل                                              | پارک ملی المپیک                                    | واشینگتن                                                            | ۱۹۸۱ | ۱۵۱(vii)(ix)               | این پارک شامل زیستگاه‌های متنوعی است، از جمله بزرگ‌ترین منطقه حفاظت شده جنگل بارانی معتدل در منطقه، سواحل طولانی و بکر اقیانوس آرام، چمنزارهای آلپ و قله‌های کوهستانی پوشیده از یخچال طبیعی. رودخانه‌ها زیستگاه‌های مهمی برای چندین گونه ماهی آنا دروموس هستند. به دلیل انزوای نسبی، این منطقه محل زندگی چندین گونه بومی یا زیرگونه است. برخی از گونه‌های مهم شامل جغد خالدار شمالی، مریل مَرْبِل، و قزل‌آلای سرخ هستند. | [ ۱۹ ]              |
| ۱۰ | یک تپه خاکی بزرگ با پله‌هایی که به بالا می‌رود                   | کاهوکیا                                            | ایلینوی                                                             | ۱۹۸۲ | ۱۹۸(iii)(iv)               | کاهوکیا بزرگ‌ترین و مهم‌ترین شهرک شهری فرهنگ می‌سی‌سی‌پی بود و بزرگ‌ترین سایت باستان‌شناسی پیشاکلمبی شمال مکزیک است. این جامعه بین سال‌های ۱۰۵۰ و ۱۱۵۰ میلادی به اوج خود رسید، هنگامی که جمعیت آن بین ۱۰٬۰۰۰ تا ۲۰٬۰۰۰ نفر تخمین زده می‌شود. این سایت شامل حدود ۱۲۰ تپه است، از جمله تپه راهبان (در تصویر)، بزرگ‌ترین سازه خاکی پیشاتاریخی در آمریکا. این سایت همچنین شامل وودهِنْج کاهوکیا است که اعتقاد بر این است که به عنوان یک رصدخانه نجومی خدمت می‌کند. نقشه شهرک نشان‌دهنده وجود سلسله‌مراتب سیاسی و اقتصادی جامعه است. | [ ۲۰ ]              |
| ۱۱ | تپه‌های پوشیده از جنگل، مه آلود                                 | پارک ملی کوه‌های اسموکی بزرگ                        | کارولینای شمالی، تنسی                                               | ۱۹۸۳ | ۲۵۹(vii)(viii)(ix)(x)      | این پارک پناهگاهی از گیاهان و جانوران از دوران ژئوفلور آرکتو-ترشیاری است که از یخچال‌های کواترنری نجات یافته است. این منطقه یک نقطه داغ تنوع زیستی است و بیش از ۳٬۵۰۰ گونه گیاهی و گونه‌های جانوری متعدد را در خود جای داده است، از جمله یکی از بزرگ‌ترین تنوعات سمندرها در جهان، به ویژه سمندرهای بدون شش. | [ ۲۱ ]              |
| ۱۲ | یک قلعه آبی و دیوارهای سنگی بالای خلیج                         | لا فورتالزا و سایت تاریخی ملی سن خوان در پورتوریکو | پورتوریکو                                                           | ۱۹۸۳ | ۲۶۶(vi)                    | قلعه قرن شانزدهمی لا فورتالزا (در تصویر) و استحکامات بعدی کاستیلو سن فیلیپه دل مورو، کاستیلو د سن کریستوبال، ال کانیوئلو، و دیوار شهر سن خوان، که بین قرن‌های ۱۶ تا ۲۰ میلادی ساخته شده‌اند، توسط اروپایی‌ها برای حفاظت از خلیج و شهر سن خوان ساخته شده‌اند. اینها عناصر معماری رنسانس ایتالیایی، باروک و عصر روشنگری فرانسوی را در خود جای داده‌اند و نشان‌دهنده تکامل و تطابق معماری نظامی اروپایی با محیط یک جزیره کارائیبی هستند. در سال ۲۰۱۶ یک تغییر مرزی کوچک انجام شد. | [ ۲۲ ]              |
| ۱۳ |                                                                | تندیس آزادی                                        | نیویورک                                                             | ۱۹۸۴ | ۳۰۷(i)(vi)                 | این مجسمه، که در سال ۱۸۸۶ افتتاح شد، هدیه‌ای از فرانسه برای بزرگداشت صدمین سالگرد استقلال آمریکا بود. این مجسمه توسط فردریک بارتولدی با همکاری مهندس گوستاو ایفل طراحی شده است و ساخت آن، با یک قاب فلزی که پوسته را حمایت می‌کند، استفاده از بتن در پایه و برق برای روشن کردن مشعل، به عنوان پیش‌بینی یک عصر جدید دیده می‌شد. این مجسمه در ورودی بندر نیویورک واقع شده است، جایی که میلیون‌ها مهاجر را خوشامد گفته است. این مجسمه نماد مفاهیمی چون آزادی، صلح و حقوق بشر است. | [ ۲۳ ]              |
| ۱۴ |                                                                | پارک ملی یوسیمیتی                                  | کالیفرنیا                                                           | ۱۹۸۴ | ۳۰۸(viii)(vii)             | این پارک در رشته کوه سیرا نوادا واقع شده است و در طول دوره یخبندان کواترنر، یخچال ها چشم اندازهای منحصر به فردی را در سنگ بستر گرانیتی مانند دره ها، صخره ها، گنبدها، مورن ها و آبشارها به وجود آوردند. در پارک ملی یوسیمیتی چمنزارهای کوهستانی و بیشه های غول پیکر سکویا وجود دارد. | [ ۲۴ ] [ ۲۵ ]       |
| ۱۵ |                                                                | فرهنگ چاکو                                         | نیومکزیکو                                                           | ۱۹۸۷ | ۳۵۳(iii)                   | چاکو کنیون یک مرکز عمده برای مردم بومی پوئبلوی آنسسترال بود و بین سال‌های ۸۵۰ تا ۱۲۵۰ میلادی اشغال شده بود، با اوج آن بین حدود ۱۰۲۰ و ۱۱۱۰ میلادی. این جامعه سازمان یافته در یک محیط سخت زندگی می‌کرد و سازه‌های یادبود بزرگی با نام "خانه‌های بزرگ" ساخت که دارای کاربردهای مسکونی، انباری و مراسمی بودند. بر اساس اندازه، احتمالاً این منطقه مرکز منطقه‌ای چهار گوشه بوده است. کیوا بزرگ در چترو کت‌ل در تصویر دیده می‌شود. سایت میراث جهانی همچنین شامل ویرانه‌های بنای یادبود ملی ویرانه‌های آزتک و سایت‌های کوچکتر دیگر است. | [ ۲۶ ]              |
| ۱۶ |                                                                | پارک ملی آتشفشان‌های هاوایی                         | هاوایی                                                              | ۱۹۸۷ | ۴۰۹(viii)                  | این پارک در جزیره هاوایی محل کیلاویا و مونا لوا است، دو تا از فعال‌ترین و از بهترین مطالعه شده‌ترین آتشفشان‌های جهان. مونا لوا به ارتفاع ۱۳٬۶۸۰ فوت (۴٬۱۷۰ متر) از سطح دریا می‌رسد، اما اگر از کف اقیانوس اندازه‌گیری شود، بزرگ‌ترین جرم آتشفشانی جهان است. منظره پارک به طور مداوم توسط فوران‌های مکرر آتشفشانی شکل گرفته و تغییر می‌کند. پارک خانه گونه‌های نادر پرندگان و جنگلی از سرخس‌های غول‌پیکر است. یک جریان لاوا در تصویر دیده می‌شود. | [ ۲۷ ]              |
| ۱۷ |                                                                | مانتیسلو و دانشگاه ویرجینیا در شارلوتزویل          | ویرجینیا                                                            | ۱۹۸۷ | ۴۴۲(i)(iv)(vi)             | مونتی‌چلو (ساخته‌شده بین ۱۷۶۹ تا ۱۸۰۹، در تصویر) توسط توماس جفرسون، سومین رئیس‌جمهور ایالات متحده آمریکا و نویسنده اعلامیه استقلال ایالات متحده آمریکا، به‌عنوان خانه مزرعه‌اش طراحی شد. جفرسون همچنین (۱۸۱۷–۱۸۲۶) ساختمان‌های ابتدایی که تشکیل‌دهنده دانشگاه ویرجینیا در شارلوتزویل (ویرجینیا) بودند را طراحی کرد، بر اساس ایده او از یک «دهکده آکادمیک ایده‌آل». روتوندا بر اساس پانتئون (معبد رومی) در رم طراحی شده است. این ساختمان‌ها نمونه‌های برجسته‌ای از معماری نئوکلاسیک به‌شمار می‌آیند. | [ ۲۸ ]              |
| ۱۸ | A multi-story adobe structure                                  | تائوس پوئبلو                                       | نیومکزیکو                                                           | ۱۹۹۲ | ۴۹۲(iv)                    | **تائوس پوئبلو** بزرگ‌ترین سکونتگاه در میان پوئبلوهایی است که در اواخر قرن سیزدهم و اوایل قرن چهاردهم در امتداد ریو گرانده و شاخه‌های آن ایجاد شدند. این محل از زمان تأسیس به‌طور مداوم مسکونی بوده و نمونه‌ای مهم از فرهنگی است که بیشتر سنت‌های دوران پیشاکلمبی خود را حفظ کرده است. این سکونتگاه شامل دو ساختمان چندطبقه خشتی (آدوبی)، معابد آیینی kiva، یک کلیسای کاتولیک و ویرانه‌هایی از بناهای پیشین است. | [ ۲۹ ]              |
| ۱۹ | A cave with several dripstone formations                       | پارک ملی حفره‌های کارلزبد                           | نیومکزیکو                                                           | ۱۹۹۵ | ۷۲۱(vii)(viii)             | این پارک دارای بیش از ۱۰۰ غار کارستی است، ازجمله **کارلزبَد کاورنز** (نمای داخلی در تصویر) و غار لچوگیا. غار لچوگیا دارای غارسنگ‌های نادر و منحصربه‌فردی است، ازجمله نمونه‌هایی که از سنگ گچ تشکیل شده‌اند. سازه‌های این غارها شامل هلکتیت‌ها، ساختارهای کلسیتی و بیوتِم‌ها هستند که تشکیل آن‌ها با کمک باکتری‌ها صورت می‌گیرد. این غارها در مجموعه صخره‌ای **Capitan Reef** در دوران پرمین شکل گرفته‌اند و این امکان را برای پژوهشگران فراهم می‌کنند تا صخره‌های باستانی را هم از درون غارها و هم از بخش‌های بیرونی در دره‌های مجاور مطالعه کنند. | [ ۳۰ ]              |
| ۲۰ | A mountain lake                                                | پارک بین‌المللی صلح واترتون-گلیشر                   | مونتانا                                                             | ۱۹۹۵ | ۳۵۴(vii)(ix)               | این محوطه شامل پارک ملی دریاچه‌های واترتون در کانادا و پارک ملی گلیشر در ایالات متحده است. هر دو پارک به دلیل چشم‌اندازهای کم‌نظیر خود که ناشی از وجود کوه‌ها و اشکال زمین‌ساختی یخی است، شهرت دارند. این پارک در امتداد تقسیم‌گر قاره‌ای قرار دارد و قله تریپل دیواید را نیز دربر می‌گیرد. در این منطقه، کوه‌ها بدون وجود تپه‌های میانی مستقیماً به مرغزار متصل می‌شوند. این شرایط جغرافیایی باعث شده گونه‌های جانوری و گیاهی خاص شمال غربی آرام به داخل قاره گسترش یابند و تنوع زیستی بالایی در این محدوده نسبتاً کوچک ایجاد شود. در تصویر، Saint Mary Lake دیده می‌شود. | [ ۳۱ ]              |
| ۲۱ | A red sea urchin under the sea                                 | یادبود ملی دریایی پاپاهانوموکووآکئا                | هاوایی و جزایر کوچک دورافتاده ایالات متحده آمریکا                   | ۲۰۱۰ | ۱۳۲۶(iii)(vi)(viii)(ix)(x) | پاپاهاناؤموکوآکئا، بزرگ‌ترین منطقه حفاظت‌شده دریایی جهان، در غرب جزایر هاوایی اصلی قرار دارد. این منطقه بیش از ۱٬۲۰۰ مایل (۱٬۹۳۰ کیلومتر) امتداد دارد و شامل چندین جزیره کوچک، آب‌سنگ حلقوی، و کوه‌های زیردریایی، به‌همراه اقیانوس پیرامونی آن‌ها است. این منطقه تکامل نقطه داغ هاوایی را نشان می‌دهد. زیستگاه‌های دریایی و زمینی این منطقه محل زندگی گونه‌های متعددی از پرندگان، ماهیان، فُک‌ها، مرجان‌ها و گیاهان است که بسیاری از آن‌ها بومی هستند. این جزایر از نظر فرهنگی برای بومیان هاوایی اهمیت سنتی دارند و شامل محوطه‌های باستان‌شناسی در جزایر Nihoa و جزیره نکر (هاوایی) هستند که قدمت آن‌ها به پیش از تماس اروپاییان بازمی‌گردد. در تصویر، توتیای مدادی قرمز دیده می‌شود. | [ ۳۲ ]              |
| ۲۲ | Two grass-covered mounds                                       | پاورتی پوینت                                       | لوئیزیانا                                                           | ۲۰۱۴ | ۱۴۳۵(iii)                  | مجموعه گسترده خاکی در **پاورتی پوینت** بین سال‌های ۱۷۰۰ تا ۱۱۰۰ پیش از میلاد، در دوران دوره کهن متأخر ساخته شد. این سازه نه توسط یک جامعه کشاورزی مستقر، بلکه توسط جامعه‌ای از ماهیگیران، شکارچیان و گردآورندگان ایجاد شده است. این مجموعه شامل ردیف‌هایی نیمه‌بیضوی با یک میدان مرکزی و چندین تپه است که برای مقاصد مسکونی و آیینی مورد استفاده قرار می‌گرفت. همچنین، این مکان یک مرکز تجاری مهم بود که شبکه‌ای گسترده را پوشش می‌داد و صدها کیلومتر امتداد داشت تا سنگ و مواد معدنی را تأمین کند. چنین سطحی از ساخت‌وساز خاکی تا ۲۰۰۰ سال بعد در آمریکای شمالی تکرار نشد. | [ ۳۳ ]              |
| ۲۳ | A stone church building with three bells                       | میسیون‌های سن آنتونیو                               | تگزاس                                                               | ۲۰۱۵ | ۱۴۶۶(ii)                   | این محوطه شامل پنج مجتمع میسیون مرزی است که در قرن هجدهم توسط مبلغین فرانسیسکن‌ها ساخته شده‌اند، به‌همراه یک مزرعه نزدیک. این میسیون‌ها در امتداد رود سن آنتونیو بنا شدند تا دین را گسترش دهند، منطقه را مستعمره کنند و از مرزها دفاع نمایند. این سازه‌ها تعاملات فرهنگی میان اسپانیایی‌ها و گروه‌های شکارچی-گردآورنده ازجمله Coahuiltecan را نشان می‌دهند، که طی یک نسل به کشاورزان ساکن تبدیل شدند. عناصر تزئینی در کلیساها ترکیبی از نمادهای کاتولیکی و بومی را به نمایش می‌گذارند. در تصویر، میسیون اسپادا دیده می‌شود. | [ ۳۴ ]              |
| ۲۴ | A house with a waterfall going through, surrounded by a forest | معماری قرن بیستمی فرنک لوید رایت                   | آریزونا، کالیفرنیا، ایلینوی، نیویورک (ایالت), پنسیلوانیا، ویسکانسین | ۲۰۱۹ | ۱۴۹۶(ii)                   | این محوطه شامل هشت ساختمان است که توسط معمار فرانک لوید رایت در نیمه نخست قرن بیستم طراحی شده‌اند. رایت مفهوم "معماری ارگانیک" را توسعه داد، معماری‌ای که با محیط و نیازهای کاربران هماهنگ است. سبک او با استفاده‌های نوآورانه از موادی مانند فولاد و بتن مشخص می‌شود. ساختمان‌های ثبت‌شده شامل بناهای مسکونی (خانه آبشار در تصویر)، یک کلیسا و موزه گوگنهایم نیویورک هستند. آثار رایت تأثیر عمیقی بر معماران در سراسر جهان گذاشته است. | [ ۳۵ ]              |
| ۲۵ | Several earthen mounds and some trees                          | آثار خاکی تشریفاتی هوپ‌ول                           | اوهایو                                                              | ۲۰۲۳ | ۱۶۸۹(i)(iii)               | این محوطه شامل مجموعه‌ای از ویژگی‌های فرهنگ هوپ‌ول از دوره وودلند در هزاره اول میلادی است. مردمان این فرهنگ سازه‌های بزرگ آیینی را به‌صورت عملیات خاکی (باستان‌شناسی)، ازجمله تپه‌ها و دیوارهایی با طرح‌های هندسی، احداث کرده‌اند. فورت انشنت نمونه‌ای از یک قلعه بر فراز تپه است. پارک تاریخی ملی فرهنگی هوپ‌ول شامل پنج محوطه است که دیوارهای آن‌ها به شکل مربع‌ها و دایره‌ها ساخته شده‌اند. یکی از این محوطه‌ها، Mound City (در تصویر، دارای بیش از ۳۰ تپه) است. همچنین، Newark Earthworks دارای چندین محوطه محصور بزرگ است. کاوش‌های انجام‌شده در این مکان‌ها، اشیای ظریف و دست‌ساز بسیاری را از موادی که از مناطق دوردستی مانند حوزه پارک ملی یلواستون به دست آمده‌اند، آشکار کرده است. | [ ۳۶ ]              |
| ۲۶ | A three-story historic building in stone                       | سکونتگاه‌های کلیسای موراوی                          | پنسیلوانیا                                                          | ۲۰۲۴ | ۱۴۶۸(iii)(iv)              | سکونتگاه‌های کلیسای موراوی، یک فرقه مسیحی، از نیمه دوم قرن هجدهم به‌عنوان شهرهای برنامه‌ریزی‌شده ساخته شده‌اند و فلسفه برابری‌خواهانه این جامعه را منعکس می‌کنند. این سکونتگاه‌ها دارای طرح‌های شهری مشابهی هستند که شامل فضاهای باز و سبز، یک ساختمان جماعت، گورستان، عبادتگاه و خانه‌هایی برای زندگی جمعی است که بر اساس سن، جنسیت و وضعیت تأهل از یکدیگر جدا شده‌اند. کریستنزفیلد در دانمارک در سال ۲۰۱۵ در فهرست میراث جهانی ثبت شد. این سایت در سال ۲۰۲۴ گسترش یافت و منطقه تاریخی موراوین بتلهم (ساختمان دباغی که در تصویر دیده می‌شود) در ایالات متحده، هرنهوت در آلمان و گرچیل در بریتانیا را نیز دربر گرفت. | [ ۳۷ ]              |

## موقعیت میراث روی نقشه
| پارک ملی یلواستونپارک ملی میزا وردهپارک ملی گرند کنیونپارک ملی اورگلیدزتالار استقلالپارک‌های ملی و ایالتی ردوودSan Antonio Missionsپارک ملی غار ماموتپارک ملی المپیکتپه‌های کاهوکیاپارک ملی کوهستان‌های گریت اسموکیتندیس آزادیپارک ملی یوسیمیتیپارک ملی تاریخی فرهنگ چاکومانتیسلودانشگاه ویرجینیاتائوس پوئبلوپارک ملی حفره‌های کارلزبدپارک بین‌المللی صلح واترتون-گلیشرپاورتی پوینتمعبد یونیتیخانه روبیTaliesinHollyhockخانه آبشارJacobs Iتلیه‌سین وستموزه گوگنهایم نیویورکپارک تاریخی ملی فرهنگی هوپ‌ولمنطقه تاریخی موراوین بتلهم در ایالات متحده آمریکا ۲۶ سایت میراث جهانی وجود دارد؛ ۲۱ مورد از آن‌ها سایت‌های تک‌موقعیتی هستند و ۵ مورد دیگر سایت‌های چندبخشی هستند که شامل چندین مکان می‌شوند (ساختمان‌های فرانک لوید رایت، تنها سایت با املاک پراکنده، به رنگ آبی نشان داده شده‌اند). · |                                                                            |                                                                        |
| پارک ملی هاوایییادبود پاپاهانوموکووآکئا موقعیت‌های سایت‌های میراث جهانی در هاوایی · | پارک سن الیاسپارک ملی خلیج گلیشر موقعیت‌های سایت‌های میراث جهانی در آلاسکا · | La FortalezaSan Juan NHS موقعیت‌های سایت‌های میراث جهانی در پورتو ریکو · |

## فهرست آزمایشی
علاوه بر سایت‌های موجود در فهرست میراث جهانی، کشورهای عضو می‌توانند فهرستی از سایت‌های آزمایشی را که ممکن است برای نامزدی در نظر بگیرند، در این فهرست قرار دهند. نامزدها در فهرست میراث جهانی تنها در صورتی پذیرفته می‌شوند که سایت قبلاً در فهرست آزمایشی قرار داشته باشد.
تا سال ۲۰۲۵، ایالات متحده آمریکا ۱۷ اثر در فهرست آزمایشی خود دارد.
| #  | نگاره                                                | نام                                                 | موقعیت                                   | سال  | ش ثبتمعیارها          | شرح | م      |
| ۱  |                                                      | مکان‌های جنبش حقوق مدنی                              | آلاباما                                  | ۲۰۰۸ | ۵۲۴۱(vi)              | این مکان شامل سه کلیسای آفریقایی-آمریکایی است که نقش مهمی در جنبش حقوق مدنی سیاه‌پوستان آمریکا (۶۸–۱۹۵۵) ایفا کردند؛ جنبشی سیاسی که با هدف لغو جدایی نژادی در ایالات متحده آمریکا، نژادپرستی در ایالات متحده آمریکا و سلب حق رأی در سراسر ایالات متحده شکل گرفت. این مکان‌ها نماد مبارزه برای تغییر اجتماعی مسالمت‌آمیز هستند. کلیساهای ثبت‌شده شامل کلیسای باپتیست دکستر اونیو درمانتگامری و دو کلیسا در برمینگم، آلاباما هستند: کلیسای باپتیست بتل و کلیسای باپتیست خیابان شانزدهم (در تصویر). کلیسای اخیر پس از بمب‌گذاری سال ۱۹۶۳ تا حدی بازسازی شد. | [ ۳۹ ] |
| ۲  | عکسی تاریخی از یکی از پروازهای اولیه برادران رایت    | مکان‌های هوانوردی دیتون                              | اوهایو                                   | ۲۰۰۸ | (ii)                  | در سال‌های ۱۹۰۴ و ۱۹۰۵، برادران رایت یک سری از هواپیماهای اولیه، از جمله پرنده رایت ۳، اولین هواپیمای عملی جهان را آزمایش کردند. نامزدی شامل مکان‌های زیر در دیتون (اوهایو) و مناطق اطراف مرتبط با هوانوردی اولیه است: پراگ هافمن، میدان پروازی (تصویر یکی از پروازهای اولیه نشان داده شده است)؛ شرکت سیکل رایت جایی که برادران آزمایش‌های اولیه خود را انجام دادند؛ تالار رایت که اولین هواپیما را در خود جای داده است؛ و هاوثورن هیل، محل اقامت اورویل رایت. | [ ۴۰ ] |
| ۳  | یک ساختمان نئوکلاسیک سفید، الهام گرفته از معبد رومی  | ساختمان‌های توماس جفرسون                             | ویرجینیا                                 | ۲۰۰۸ | (iii) (vi)            | این یک گسترش پیشنهادی برای سایت مانتیچلو و دانشگاه ویرجینیا در شارلوتزویل است، با دو ساختمان طراحی شده توسط توماس جفرسون. پاپلار فارست، یک خانه مزرعه در شهرستان بدفورد، ویرجینیا، الهام گرفته از معماری آندره‌آ پالادیو بود. کاپیتول ایالت ویرجینیا در ریچموند، ویرجینیا (تصویر) از معبد مایسون کاری در نیم (شهر)، فرانسه الهام گرفته شده بود. به‌عنوان معمار، جفرسون بیشتر به ساختمان‌هایی با کاربردهای مسکونی، آموزشی و دولتی علاقه‌مند بود. | [ ۴۱ ] |
| ۴  | یک خانه مزرعه بزرگ، محاصره شده توسط درختان           | مانت ورنون                                          | ویرجینیا                                 | ۲۰۰۸ | (iv)                  | مانت ورنون یک مزرعه سابق و خانه جرج واشینگتن، اولین رئیس‌جمهور ایالات متحده آمریکا بود. این ملک شامل ۱۶ سازه است، از جمله عمارت (تصویر)، خانه‌های خدمتکاران، اصطبل‌ها و تأسیسات ذخیره‌سازی. این مجتمع نماینده یک چشم‌انداز فرهنگی محفوظ از جنوب آمریکا در قرن ۱۸ است که الهام گرفته از مدل‌های انگلیسی است. | [ ۴۲ ] |
| ۵  | یک ساختار زمینی بزرگ به شکل یک مار                   | سرپنت موند                                          | اوهایو                                   | ۲۰۰۸ | (i) (iii) (iv)        | سرپنت موند یک تپه اثر بزرگ به شکل یک مار است که حدود ۱۱۲۰ میلادی توسط فرهنگ فورت انشنت ساخته شده است. این ساختار به طول ۱٬۳۴۸ فوت (۴۱۱ متر) و تا ارتفاع ۴ فوت ۱۱ اینچ (۱٫۵ متر) است. این بزرگ‌ترین تپه حفظ شده پیشاتاریخی جهان از این نوع است و نماینده تپه‌هایی است که توسط فرهنگ‌های مختلف شرق ایالات متحده ساخته شده‌اند. این مجتمع همچنین شامل سه محل دفن و برخی از باقی‌مانده‌های محل‌های سکونت است. | [ ۴۳ ] |
| ۶  | منظره‌ای از تالاب با برخی درختان                      | پناهگاه ملی حیات وحش اوکفنوکی                       | جورجیا                                   | ۲۰۰۸ | (viii) (ix) (x)       | پناهگاه حیات وحش اکثر مناطق تالاب اوکفنوکی را پوشش می‌دهد، یک تالاب بزرگ که همچنین محل ذخایر پوده دست‌نخورده است. این منطقه غنی از گونه‌های گیاهی و حیوانی است، از جمله تا ۱۰۰۰ گونه پروانه. برخلاف تالاب‌هایی که در دلتاهای رودخانه‌ها وجود دارند، اوکفنوکی به‌عنوان منبع دو رودخانه عمل می‌کند که باعث می‌شود از بیشتر اختلالات مربوط به جریان آب جلوگیری شود. | [ ۴۴ ] |
| ۷  | یک تنه درخت فسیل شده، به بخش‌هایی تقسیم شده           | پارک ملی جنگل سنگی‌شده                               | آریزونا                                  | ۲۰۰۸ | (vii) (viii)          | این پارک، واقع در جنوب فلات کلرادو، غنی از باقی‌مانده‌های فسیلی از تریاس پسین است. در اینجا مجموعه‌هایی از چوب سنگی‌شده وجود دارد که در سطوح چینه‌شناسی مختلف ظاهر می‌شود و به دیرینه‌شناسان اجازه می‌دهد تغییرات اکوسیستم آن زمان را مطالعه کنند. همچنین باقی‌مانده‌های حیوانات، از جمله دایناسورهای اولیه نیز وجود دارد. | [ ۴۵ ] |
| ۸  | تپه‌های سفید                                          | یادبود ملی وایت سندز                                | نیومکزیکو                                | ۲۰۰۸ | (vii) (viii)          | وایت سندز یک بیابان بزرگ از جنس سنگ گچ است. این بیابان بزرگ‌ترین و بهترین سطح محافظت‌شده ذخایر گچ در جهان است، چراکه این ذخایر در دیگر مکان‌ها معمولاً به شدت استخراج می‌شوند. این منطقه از چندین گونه گیاهی و حیوانی بومی پشتیبانی می‌کند که به زندگی در یک محیط خشن تطابق یافته‌اند. | [ ۴۶ ] |
| ۹  | یک پل معلق بزرگ از آجر                               | پل بروکلین                                          | نیویورک (ایالت)                          | ۲۰۱۷ | (ii) (iv)             | پل بروکلین یک پل معلق کابلی است که محله‌های نیویورک، منهتن و بروکلین را به هم متصل می‌کند. این پل در سال ۱۸۸۳ تکمیل شد و نمایانگر یک نقطه عطف در ساخت پل‌های بزرگ است، با استفاده از مواد و فناوری‌های نوین، از جمله کابل‌های فولادی و صندوقه هوا. این پل یکی از نمادهای شهر نیویورک و یادبودی از توسعه و ساخت در نیمه دوم قرن نوزدهم است. | [ ۴۷ ] |
| ۱۰ | نمای هوایی از یک جزیره کوچک با ساختمان‌های متعدد      | جزیره الیس                                          | نیویورک (ایالت), نیوجرسی                 | ۲۰۱۷ | (iv)                  | جزیره الیس یک جزیره کوچک در بندر نیویورک است که به‌عنوان ورودی اصلی برای میلیون‌ها مهاجر داوطلب، عمدتاً از اروپا، که در نیمه دوم قرن نوزدهم و اوایل قرن بیستم به ایالات متحده می‌آمدند، خدمت می‌کرد. ساختمان اصلی اکنون موزه مهاجرت را در خود جای داده است. ساختمان‌های دیگر در این مجموعه شامل ساختمان آشپزخانه و رخت‌شویی، نانوایی و کارگاه نجاری، ساختمان بار و خوابگاه، بیمارستان اصلی و مجتمع بیماری‌های مسری است. | [ ۴۸ ] |
| ۱۱ | نمای پارک مرکزی با یک حوضچه و آسمان‌خراش‌ها در پس‌زمینه | پارک مرکزی نیویورک                                  | نیویورک (ایالت)                          | ۲۰۱۷ | (i) (ii) (iv)         | پارک مرکزی یک بوستان شهری بزرگ در وسط منهتن است. این پارک توسط معماران منظر فردریک لاو اولمستد و کالورت واکس طراحی و بین سال‌های ۱۸۵۸ و ۱۸۷۳ ساخته شده است. این پارک نشان‌دهنده آغاز حرکتی در آغاز قرن بیستم است که هدف آن فراهم کردن دسترسی به پارک‌ها برای افرادی بود که در شهرهای به سرعت در حال گسترش و صنعتی شدن زندگی می‌کردند. طراحی پارک از توپوگرافی زیرین استفاده کرده و تالاب‌ها و تخته‌سنگ‌های بزرگ را به ترکیبی از چمنزارها، دریاچه‌ها و جنگل‌ها تبدیل کرده است. همچنین چندین عنصر تزئینی، مانند طاق‌ها، پل‌ها، پاویون‌ها و یک قلعه نیز وجود دارد. | [ ۴۹ ] |
| ۱۲ | یک ساختمان چند طبقه از اواخر قرن نوزدهم              | آسمان‌خراش‌های اولیه شیکاگو                           | ایلینوی                                  | ۲۰۱۷ | (i) (iv)              | این نامزدی شامل نه ساختمان در منطقه شیکاگو لوپ شهر شیکاگو است. این ساختمان‌ها در بیست سال آخر قرن نوزدهم ساخته شده‌اند و نمایانگر اولین نسل از "آسمان‌خراش‌ها" هستند، ساختمان‌های بلند که تا ۲۰ طبقه می‌رسند. ساخت این ساختمان‌ها با استفاده از رویکردها و فناوری‌های نوین، از جمله استفاده از قاب‌های فولادی، آسانسورها، چراغ‌های برقی و تراکوتا ضد حریق انجام شد. معماران یک زیبایی‌شناسی جدید برای نمای خارجی این نوع جدید از ساختمان‌ها توسعه دادند. آسمان‌خراش‌های فهرست‌شده شامل ساختمان آدیتوریوم (تصویر)، ساختمان دوم لیتر، ساختمان مارکت، ساختمان روکوری، ساختمان منادناک، ساختمان قدیمی کلونی، ساختمان فیشر، ساختمان شلزینگر و مایر و ساختمان لادینگتون هستند. ```                                             | [ ۵۰ ] |
| ۱۳ | یک لاک‌پشت دریایی در حال شنا در بالای مرجان‌ها         | بنای یادبود ملی دریایی جزایر دورافتاده اقیانوس آرام | جزایر کوچک دورافتاده ایالات متحده آمریکا | ۲۰۱۷ | (vii) (viii) (x)      | این نامزدی شامل هفت جزیره یا جزیره مرجانی در جنوب جزایر هاوایی، همراه با اقیانوس اطراف آنها است. این مناطق محل زندگی مرجان‌های بکر و مأوای پرندگان دریایی، ماهی‌ها، نهنگ‌ها، سخت‌پوستان و دیگر گروه‌های حیوانی است. تعداد زیادی از دریاکوهها محل زندگی مرجان‌های آب عمیق هستند. یک لاک‌پشت سبز دریایی در جزیره مرجانی پالمیرا در تصویر دیده می‌شود. | [ ۵۱ ] |
| ۱۴ | جزایر کوچک در اقیانوسی مواج                          | مجموعه حفاظت از جریان کالیفرنیا                     | کالیفرنیا                                | ۲۰۱۷ | (x) (ix) (viii) (vii) | جریان کالیفرنیا در امتداد ساحل کالیفرنیا جریان دارد. فراچاهش قوی، آب‌های غنی از مواد مغذی را به سطح می‌آورد و از یک اکوسیستم دریایی بسیار پر بهره پشتیبانی می‌کند. این نامزدی شامل شش منطقه حفاظت‌شده در امتداد ساحل کالیفرنیا است: پناهگاه دریایی ملی بانک کوردل، پناهگاه دریایی ملی فارالون بزرگتر، و پناهگاه دریایی ملی خلیج مونتری؛ و آب‌های دریایی و برخی مناطق ساحلی بنای یادبود ملی ساحل کالیفرنیا، جزایر فارالون (تصویر)، و ساحل ملی پوینت ریز/منطقه تفریحی ملی دروازه طلایی. این مناطق شامل انواع زیستگاه‌ها، از جمله جنگل کتانجک، دریاکوه، دره‌های دریایی، سواحل سنگی، جزایر و جزیره‌های کوچک هستند. حیوانات موجود شامل چندین گونه نهنگ و لاک‌پشت دریایی، سمور دریایی کالیفرنیا، و کوسه سفید بزرگ هستند. | [ ۵۲ ] |
| ۱۵ | نقشه نشان‌دهنده منطقه درازگودال ماریانا               | بنای یادبود ملی دریایی درازگودال ماریانا            | جزایر ماریانای شمالی                     | ۲۰۱۷ | (x) (ix) (viii)       | این نامزدی شامل بخش‌هایی از درازگودال ماریانا با Sirena Deep، دومین نقطه عمیق جهان با عمق حدود۳۵٬۰۰۰ فوت (۱۱٬۰۰۰ متر)، ۲۱ سایت آتشفشانی زیرآبی و آب‌های اطراف، و سه تا از شمالی‌ترین جزایر ماریانا است. این منطقه جایی است که صفحه اقیانوس آرام زیر صفحه ماریانا فرورانش می‌کند، ایجاد کننده تشکیل‌های زمین‌شناسی مختلفی از جمله آتشفشان‌های گل، آتشفشان‌هایی که مایع CO2 آزاد می‌کنند و چاه گرمابی هستند. جزایر و آب‌سنگ‌ها محل زندگی صخره‌های مرجانی با اکوسیستم‌های غنی هستند، در حالی که درازگودال محل زندگی بسیاری از گونه‌های نادر و هنوز کشف نشده است. در برخی مناطق، جوامعی که بر اساس فتوسنتز و chemosynthesis هستند، همزیستی می‌کنند.                                                                          | [ ۵۳ ] |
| ۱۶ | یک آب‌سنگ حلقوی کوچک از دور                           | مناطق حفاظت‌شده دریایی ساموآی آمریکا                 | ساموآی آمریکا                            | ۲۰۱۷ | (x) (ix) (vii)        | این نامزدی شامل پناهگاه دریایی ملی ساموآی آمریکا و آب‌سنگ حلقوی رز با پناهگاه ملی حیات وحش رز است. این منطقه شامل صخره‌های مرجانی استوایی بکر است که از تنوع زیستی بالایی برخوردار است. برخی از مرجان‌ها توانایی مقاومت در برابر سفیدشدگی مرجان را نشان داده‌اند. همچنین دریاکوهها و یک چاه گرمابی وجود دارد که جوامعی از موجودات عمیق‌دریایی را پشتیبانی می‌کنند. آب‌سنگ حلقوی رز (تصویر) یک پناهگاه مهم برای صدف دوکفه‌ای غول‌پیکر است. | [ ۵۴ ] |
| ۱۷ | نمایی از یک دره از پایین                             | پارک ملی بیگ بند                                    | تگزاس                                    | ۲۰۱۷ | (ix) (viii)           | این پارک شامل بخش‌هایی از بیابان چی‌واوا، کوه‌ها و منطقه اطراف ریو گرانده است (نمایی از دره سانتا النا در تصویر دیده می‌شود). این منطقه محل زندگی گیاهان و جانوران بیابانی است، با کوه‌های خنک‌تر و مرطوب‌تر که مانند "جزایر آسمانی" عمل می‌کنند و با جنگل‌های باقی‌مانده درختانی مانند کاج آریزونا، صنوبر داگلاس، و سرو سیمین پوشیده شده‌اند. این منطقه همچنین از فسیل‌هایی از ۱۳۰ میلیون سال گذشته غنی است. مرز کرتاسه–پالئوژن در لایه‌ها قابل مشاهده است، و همچنین شواهدی از سونامی که توسط دهانه چیکشلوب ایجاد شده است. معروف‌ترین فسیل یافت شده در پارک، کتزلکوآتلوس، بزرگ‌ترین پتروسور کشف شده است. | [ ۵۵ ] |

## یادداشت
1. ↑  پورتوریکو یک قلمرو غیرمستقل در داخل ایالات متحده است.
2. ↑  جزیره مرجانی میدوی بخشی از جزایر کوچک دورافتاده ایالات متحده است. این جزیره از مناطق غیر مسکونی جزیره ای ایالات متحده است و به عنوان پناهگاه ملی حیات وحش اداره می شود.